# Fezzan

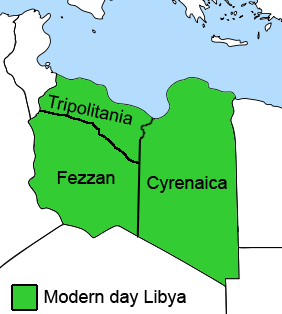
Fezzan trong phạm vi Libya hiện đại

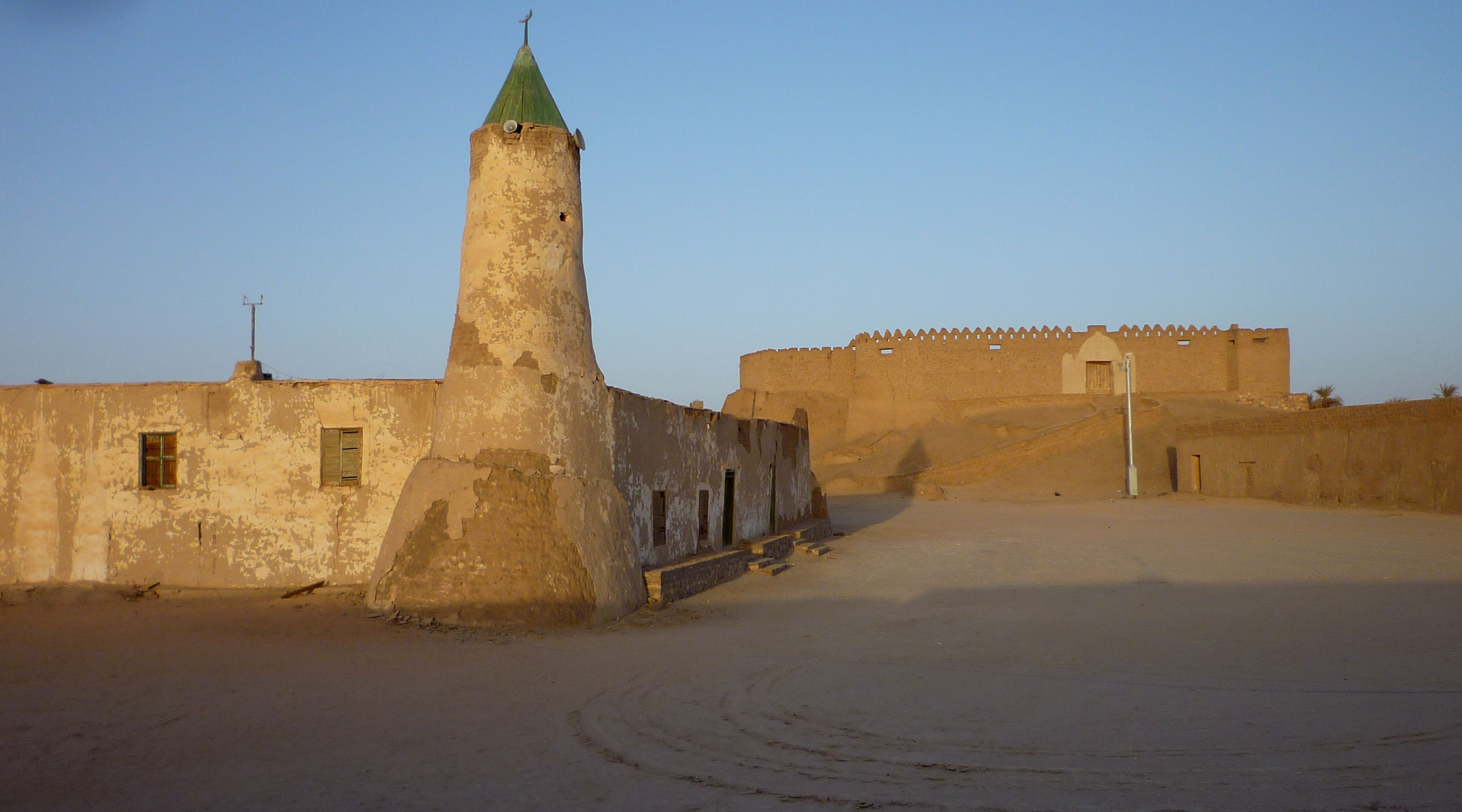
Pháo đài và Nhà thờ tại Murzuk

Fezzan (phát âm: /fɛˈzɑːn/; tiếng Ả Rập: فزان Fizzān, tiếng Berber: Fezzan, tiếng Thổ Nhĩ Kỳ: Fizan, tiếng Latinh: Phasania) là một khu vực ở tây nam đất nước Libya ngày nay. Khu vực này chủ yếu là sa mạc nhưng bị chia tách bởi các đồi núi, và các thung lũng sông cạn (wadis) ở phía bắc, nơi các ốc đảo cho phép các đô thị và làng mạc cổ vượt qua được sự khắc nhiệt của sa mạc Sahara.

## Địa lý
Fezzan được giới hạn bởi Thung lũng Ash-Shati (Wadi Al Shatii) ở phía bắc và ở phía tây là Wadi Irawan. Hai vùng này cùng với những phần của Dãy núi Tibessti kéo dọc theo biên giới Tchad cùng một số lượng nhỏ các ốc đảo xa xôi và các đồn bốt ở biên giới là những nơi duy nhất ở Fezzan có thể có người sinh sống.
Đây là một trong ba vùng của Libya cùng với Tripolitania ở phía bắc và Cyrenaica ở phía đông.

## Dân cư
Cư dân trong khu vực bao gồm bộ lạc du cư Tuareg ở phía tây nam và bộ lạc Toubou ở đông nam. Những người chăn cứu thường vượt biên sang Algérie, Tchad và Niger một cách toải mái. Ơr phía bắc, cư dân là người Ả Rập, người Berber cùng những người Tuareg và Toubou. Trong khi chiếm 30% diện tích Libya, Fezzan chỉ là nơi sinh sống của rất ít cư dân nước này. Mặc dù vậy, các thị trấn như Sabha có thể tồn tại là nhờ các ốc đảo ở phía bắc và tây. Dân số Fezzan tăng nhanh kể từ giữa thế kỷ 20 đến nay giống như cả nước.
| Năm  | Dân số  | Tỷ lệ so với Libya |
| ---- | ------- | ------------------ |
| 1954 | 59.315  | 5,4                |
| 1964 | 79.326  | 5,1                |
| 1973 | 128.012 | 5,7                |
| 1984 | 213.915 | 5,9                |
| 1995 | 352.276 | 7,3                |
| 2006 | 442.090 | 7,8                |